# Gymnoclytia griseonigra
Gymnoclytia griseonigra là một loài ruồi trong họ Tachinidae.